# Kidnapping Stella
Kidnapping Stella ist ein Kriminalfilm von Thomas Sieben. Clemens Schick und Max von der Groeben spielen die Entführer Vic und Tom, Jella Haase ist in der Titelrolle des Entführungsopfers Stella zu sehen.
Der Film ist eine deutsche Adaption des britischen Thrillers Spurlos – Die Entführung der Alice Creed und ist seit dem 12. Juli 2019 auf Netflix verfügbar. Seine Weltpremiere feierte der Film am 29. Juni 2019 während des Filmfests in München.

## Handlung
Eine junge Frau namens Stella wird auf offener Straße von Tom und Vic entführt und in eine abgelegene Wohnung gebracht. Die Täter machen Bilder von Stella und verlangen von ihr die E-Mail-Adresse und Telefonnummer ihres Vaters, um Lösegeld zu erpressen. Während Vic mit ihrem Vater Kontakt aufnimmt, soll Tom auf sie aufpassen. Doch als sie auf Toilette muss, kann Stella den Täter überlisten und ihm die Maske vom Gesicht reißen. Sie erkennt ihn sofort als ihren Ex-Freund Tom. Stella habe sein Leben zerstört, weshalb er sie aussuchte. Er kann wieder die Oberhand gewinnen und sie erneut ans Bett fesseln. Vic dürfe von der ganzen Sache nichts wissen, da er sonst beide töte. Vic gegenüber las er lediglich einen Zeitungsartikel über Stellas reichen Vater vor, in dem auch ihr Name fiel. Von der Beziehung der beiden zueinander weiß er nichts.
Vic kehrt ergebnislos zurück. Der Vater wolle nicht zahlen. Deshalb wollen sie zeigen, dass sie zu allen bereit sind. Tom soll filmen, wie Vic Stellas kleinen Finger abschneidet. Doch nachdem sie schreit und in Richtung Kamera ihren Vater bittet, das geforderte Geld zu zahlen und erwähnt, dass sie im vierten Monat schwanger ist, ruft Tom, dass Vic aufhören soll. Sie hätten genug Material auf Band. Vic hört darauf tatsächlich auf, ist aber verärgert.
Das Verhältnis der Entführer untereinander wird zunehmend von Misstrauen geprägt. Nur mit Mühe kann Tom einen Fluchtversuch von Stella vereiteln. Im Zuge der Lösegeldübergabe wird Stella in ein Bootshaus verbracht und Vic versucht Tom im Wald zu erschießen. Der verletzte Tom schleppt sich zum Bootshaus und kann dort gerade noch verhindern, dass Vic Stella mit einer Giftinjektion tötet; beim anschließenden Schusswechsel werden beide Entführer tödlich verletzt.
Der sterbende Tom kann Stella gerade noch die Schlüssel zuschieben, damit diese ihre Fesseln lösen kann. Stella fährt mit dem Lösegeld davon.

## Produktion
Es handelt sich bei dem Film um ein Remake von Spurlos – Die Entführung der Alice Creed von J Blakeson aus dem Jahr 2009. Für dieses wurde das Original lediglich in einigen Punkten verändert, so wurde der Subplot um das homosexuelle Verhältnis der Entführer zueinander gestrichen und eine Schwangerschaft Stellas ergänzt.
Die Dreharbeiten fanden von 17. November bis 20. Dezember 2017 in Berlin und Brandenburg statt. Der Film wurde mit 261.628,29 Euro vom Deutschen Filmförderfonds und mit 600.000 Euro vom Medienboard Berlin-Brandenburg gefördert. Die Filmemacher ließen die versiffte Plattenbau-Wohnung, in der die Entführer Stella festhalten, komplett im Studio nachbauen. Dieses bilde die perfekte Kulisse für das fiebrige, fast klaustrophobisch anmutende und stellenweise überraschend brutale Kammerspiel, so Lars-Christian Daniels von Filmstarts.
Der Film sollte ursprünglich am 9. Mai 2019 in die deutschen Kinos kommen. Der Kinostart wurde jedoch gestrichen, stattdessen debütierte der Film am 12. Juli 2019 auf Netflix. Die Premiere erfolgte am 29. Juni 2019 beim Filmfest München.

## Rezeption
Lars-Christian Daniels von Filmstarts schreibt, die wirklich nennenswerten Änderungen, die Regisseur und Drehbuchautor Thomas Sieben bei seiner Adaption der Geschichte vornimmt, ließen sich an zwei Fingern abzählen: „Die homosexuelle Beziehung der Entführer, die schon in der UK-Version des Stoffes wenig überzeugend ausfiel und die bis dato so mitreißende Story vom Kurs abbrachte, hat Sieben aus gutem Grund gestrichen – stattdessen dichtet er in Kidnapping Stella eine Schwangerschaft hinzu, um dem ohnehin schon speziellen Verhältnis zwischen Stella und ihrem Ex-Freund und Entführer Tom zusätzliche Brisanz zu verleihen.“ Ihm gelingt mit dem Remake ein spannender und überzeugend gespielter Entführungsthriller, der aus dem ebenfalls geringen Budget viel heraushole, so Daniels weiter, auch wenn die Vorlage mit wenigen Ausnahmen nur kopiert wurde, statt auch mal eigene Duftmarken zu setzen. Jella Haase und Max von der Groeben harmonierten in ihren anspruchsvollen Rollen als gepeinigte Entführte und gestresster Entführer mit gemeinsamer Vergangenheit prächtig, während Clemens Schick seinen britischen Kollegen Eddie Marsan mit seiner ausdrucksstarken Performance als leicht überzeichneter Chef im Ring sogar in den Schatten stelle.
Frédéric Jaeger von Spiegel Online hingegen empfand die Abwandlung der Handlung als „fragwürdig“ und bemängelte eine „Biederkeit“ des Films, diese „setzt sich auch im Look fort, der jede Form von Eigensinn vermissen lässt, und in der Arbeit mit den Hauptdarstellern, die der Film lediglich als Typen“ nutze. Dadurch wirke der Film „immer wieder sehr steif“ und kippe „früher oder später ins unfreiwillig Komische“.
Bis 20. August 2019 hatten rund 19 Millionen Abonnenten Kidnapping Stella bei Netflix gesehen.